# Distretto di Pira
Il distretto di Pira è un distretto del Perù nella provincia di Huaraz (regione di Ancash) con 3.853 abitanti al censimento 2007 dei quali 510 urbani e 3.343 rurali.
È stato istituito il 19 novembre 1917.